# Ratpenat de cua de beina de bandes blanques
El ratpenat de cua de beina de bandes blanques (Taphozous kapalgensis) és una espècie de ratpenat de la família dels embal·lonúrids que es troba a Austràlia.